# Snösaga
Snösaga är ett äventyr till rollspelet Drakar och Demoner, utgivet av Riot Minds.
Snösaga är en episk berättelse om en lång och mörk vinter som, likt Fimbulvintern, drar in över Trudvangs nordostligaste länder. Ett fruktansvärt krig drabbar Stormländerna där rollpersonerna genom sina handlingar kan stoppa fienden och bli till hjältar.
Äventyret är del två i en kampanj om fyra delar (Vildhjarta, Snösaga, Eldsjäl och Likstorm).